# 鉄砲玉の美学
『鉄砲玉の美学』（てっぽうだまのびがく）は、1973年の日本映画。渡瀬恒彦主演、中島貞夫監督。

## 概要
1967年に東映を退社しフリーとなったが、東映を拠点に映画製作を続けていた中島貞夫が、初めて他社の資本（東映＋ATG）で撮影した映画。ATG映画と紹介されることが多いが、東映とATGの提携映画である。
関西の暴力団が九州に勢力伸長を図り、ハジキ一つで敵地に青年を送り込む。この青年が敵地で死ぬことにより、暴力団はそれにかこつけてケンカを売って勢力を伸ばす。

## あらすじ
高度成長期の大阪。暴力団天祐会のチンピラ小池清は、テキヤをしているが金にはならず、情婦である風俗嬢の居候になっている。
そこへ組幹部から「金になるから鉄砲玉に」の話が舞い込み、即引き受けた清に拳銃と現金が渡される。鉄砲玉が敵地で暴れて殺され一気に戦争という算段で、九州・宮崎の南九会の縄張りに向かった。
恐怖と緊張で全身を強張らせながら精一杯傍若無人に振舞うが、敵は静観の構えらしく反撃の気配がなく、組幹部からはもっと暴れろと催促される。
そこへ南九会幹部・杉町の情婦・潤子が近づいてくる。清は何も疑わず愛人気分で、清と潤子は観光気分で霧島に行こうとするが、ある日、電話を受けた潤子が突然消える。敵は時間稼ぎをするうちにバックを付けて応戦準備を完了させていた。
清の元に大阪の情婦が現れて雲行きが怪しいと聞き、組に問い合わせると「戦争が終わって手打ちだから帰れ」と言われ、清は行き場を失ってしまう。
自棄になった清は、霧島に一緒に行くという情婦の言葉を遮り、かつて危機を救った新婚の女に誘いの電話をして家に出向くが、彼女は警察を呼んでいて逮捕されそうになる。
清はとっさに取り出した拳銃を発砲して警官に傷を負わせて、自らも腹を撃たれ廃車置き場へと逃げ込み、そこからは遠く霧島が見える。観光客を乗せて霧島に向かうバスの中、具合の悪そうな客にバスガイドが声をかけると、窓に寄りかかったその男、清は血を流し既に事切れていた。

## スタッフ
- 監督：中島貞夫
- 脚本：野上龍雄
- 音楽：荒木一郎、頭脳警察
- 主題歌：頭脳警察『ふざけるんじゃねえよ』

## キャスト
- 小池清(天佑会のチンピラ・元調理師)：渡瀬恒彦
- よし子(小池の彼女・トルコ嬢)：森みつる

＜小池関係＞
- 五郎(麻雀仲間・岸洋子『希望』を唄う)：荒木一郎
- 修(麻雀仲間・タオル巻き)：大木正司
- 安夫(麻雀仲間・血統書犬を勧める)：広瀬義宣
- レイプ男(白服)：片桐竜次

＜九州・宮崎＞
- 田中潤子(杉町の情婦)：杉本美樹
- 石井(米松)律子(九州のエリート社員の婚約者<妻>)：碧川ジュン
- 明美(クラブ「アモール」のホステス・金で抱かれ、情報を話す)：城恵美
- ゆき(クラブ「アモール」の年増ホステス・ドライブに誘われる)：松井康子
- 刑事(小池のストーカー捜査)：西田良
- 杉町の子分(小池をマークする角刈り・刺す男)：川谷拓三
- 杉町の子分(小池をマークするサングラス)：松本泰郎
- 杉町(クラブ「アモール」のオーナー・南九会幹部)：小池朝雄

＜声の出演＞
- 天佑会会長(南九州進出を目論む)：遠藤辰雄
- 天佑会幹部(清の兄貴分・拳銃と百万円を渡す)：千葉敏郎
- 南九会幹部：波多野博
- 南九会幹部：大月正太郎
- 南九会幹部：斎藤寿也

＜配役不明＞
- 望月節子
- 渡辺憲俉
- 小沢正博
- 新田勝子
- 柳田盛任

## 製作

### 企画
企画は中島貞夫。中島が1995年までに自身で企画した5本のうちの1本。タイトルも中島の命名で「数少ない私のタイトル命名」と中島は話している。ATGから話が来たのがいつだったか覚えてないと話しているが、『セックスドキュメント エロスの女王』より先に完成し、さらに準備ももっと早い時期から始めていたという。中島としてはそれまで意に沿わないタイトル（題名）がいっぱいあり（全て岡田茂東映社長の命名）、企画がやくざ映画でありながら、派手なアクションもなければ抗争場面もないから、東映で岡田社長にシナリオを提出しても「何やこれ！」と一喝されるに間違いなく、大きく方向を変えられるから不自由で、それなら金の問題よりの東映外で自由にやりたいとATGからのオファーを受けた。中島は「東映調のやくざを英雄視した作品ではなく、社会からドロップアウトした人間を追い、その中から人間性を描きたい」と決意を述べた。当時のマスメディアから「やくざ映画にも"芸術やくざ映画"なるジャンルが現れた。東映の任侠映画に対して、こちらは"芸術やくざ映画"。東映からATGに移れば芸術に変身。芸術とは不可思議なものではございませんか」などと揶揄された。

### 製作費
しかしATGからの製作費の提示は1000万円。当時のATGの製作費は1000万円と決まっており、「1000万円映画」と呼んでいた。それではどう考えても足らないから、当時の東映営業部長・鈴木常承に頼みに行ったら「ATGの後、二番館以降、東映に（配給を）持って来るなら少し足してもいい」と言われ、鈴木の提示は300万円で、あまり足しにならないため、更に東映と交渉を続け、東映から1400万円を引き出した。東映から「東映の名前は一切出さない」という条件を言われたため、映画の製作会社を作らなければならなくなり、中島と菅原文太と鈴木則文、天尾完次、掛札昌裕、金子武郎の6人で白楊社という会社を作った。経理が出来る者はいないため、東映の経理に全部頼んで会社を作ってもらった。この作業にかなりの時間を喰った。製作費は東映が1400万円、ATGが1000万円。東映の役者がたくさん出ているのはこうした事情によるもの。東映とATGの提携作といえる。著作権は東映が持つ。品田雄吉は「東映が一つのテストケースとしてATGとの提携作品に中島を監督させた」と論じている。中島は「東映が撮影所システムに依拠したプログラムピクチャー以外の撮影方法、それを探っていたんだと思う」と話している。

### 脚本
ATGから中島に「やくざ映画をやってくれませんか」と要望が出された。ATGから声がかかった理由について中島は「やっぱりATGも商売したかったんじゃないですか」と話している。中島は東映任侠路線に大きく関わった人ではないが、ATGからの要請に応え、脚本の野上龍雄と1971年の『現代やくざ 血桜三兄弟』で小池朝雄が演じた川島譲次のイメージを拡大させた。渡瀬恒彦演じる鉄砲玉の役名が小池清で、敵対するヤクザ役に小池朝雄が出ているのはこのため。週刊誌で読んだ絶対大きくならないウサギと嘘をついて売るテキヤの男と、親分への義理のためではなく、自身の快楽のため、たった100万円で鉄砲玉を引き受ける男というイメージを膨らませて脚本を書いた。

### キャスティング
中島がATGで映画を撮ると噂が流れると東映の役者が出演を希望し、東映の番線映画に近いキャストになった。前述のように東映が金をたくさん出しているため、これが実現したもので、ATGの単独映画なら東映もフリーの監督のためにスタッフも役者も貸さない。製作費節減のため、宮崎県都城市のホテルとタイアップし、20日間、大部屋一つにスタッフ・役者が一緒に寝泊まりして撮影した。中島と仲のいい渡瀬恒彦は自ら出演を志願し、ノーギャラでいいと申し出たが、結局、自身の愛車・フェアレディZを撮影用に提供するという条件で20万円で出演した（劇中、杉本美樹が乗る車）。川谷拓三らも渡瀬の出演を聞きつけ出演を希望した。中島は「渡瀬が最初に手を挙げてくれなかったら、全然違うキャストになっていたかもしれない」と述べている。中島は自分の監督料も取れないほど製作費が底を付いたと話している。

### 音楽
音楽監修は荒木一郎と頭脳警察。頭脳警察は荒木が連れて来た。

## 興行
地方の二番館、三番館では東映作品として興行が打たれた。

## 作品の評価
従来のやくざ映画とはかけ離れた表現が今も強く支持を集めている。秋本鉄次は「『仁義なき戦い』シリーズでも散々描かれた"一番下っ端のチンピラの無残な死"というテーマをその前年に撮った先駆的な作品」と評価している。一方で夏文彦は「従来のヤクザ映画がタブーとして描かなかった、ただ斬られるためにのみ登場する三ン下の日常と、その生い立ちを描いて見せたのがこの作品である」とその創作意図を理解しつつも本作で描かれる鉄砲玉が「犯罪的なまでにドジでカッコ悪い」として「ヤクザ映画は、せめてその主人公くらいはカッコ良く生き抜き、散ってくれなければ立つ瀬がない」「これは（たぶんATGのコヤへは来ない）ヤクザ映画ファンに対する、明白な裏切り行為である」と批判している。

## ソフト状況
2017年3月14日に主演の渡瀬恒彦が亡くなったことを受け、同年8月に初めてDVDが東映ビデオより発売された。